# Pelados
Pelados es un caserío peruano ubicado en el distrito de Sullana, perteneciente a la provincia homónima del departamento de Piura, al norte del Perú. 

## Ubicación
Pelados se ubica al oeste de la provincia de Sullana, en el distrito homónimo, en el departamento de Piura. Se ubica al margen derecha río Chira. 

## Demografía
En 2017 Pelados tenía una población de 50 habitantes.